# Finta és Társai Építész Stúdió Kft.
A Finta és Társai Építész Stúdió (rövidítve: Finta Stúdió) egy közel három évtizedes múlttal rendelkező generáltervezéssel, illetve építészeti- és belsőépítészeti tervezéssel foglalkozó építésziroda, mely 1995 januárjától kezdte meg működését ezen a néven, önálló cégként.

## Története

### A megalakulástól a kezdeti évekig
A Finta Stúdió elődjének tekinthető szervezeti és "szellemi" értelemben is az 1966-ban megalakult építész műterem, amely egy nagy állami cégen belül, de jelentős önállósággal működött Dr. Finta József építész vezetésével. A Finta Stúdió 1995-ös megalakulásának idején már megalapozott és folyamatosan fejlődő szaktudással rendelkeztek tagjai.
Az 1998-ban robbanásszerűen növekvő munkamennyiség és létszám új vállalati struktúrát kívánt. Ekkorra már negyven építész és több, mint száz társtervező munkáját kellett figyelemmel kísérni, irányítani. A műterem belső élete is teljesen más kapcsolati, vezetési formát igényelt, mint a régi 15 fős műterem idején. Erre megoldásként egy ún. „Stúdiótanácsot” hoztak létre, melynek tagjai a Finta Stúdióban dolgozó  – szakmai értelemben vett – „Társak”, a Stúdió számára meghatározó vezető tervezők.

### A kezdeti évektől napjainkig
A Stúdió építészeti és belsőépítészeti tervezéssel, illetve komplex generáltervezési feladatokkal folytatta tovább útját. Mára már olyan állandó csapattal és szaktervezői kapcsolatokkal rendelkezik, mely mérete és felkészültsége alapján alkalmassá teszi bármely léptékű és funkciójú épület komplex, világszínvonalú megtervezésére.
A hazánkban és külföldön megépült épületeik közül kiemelkedők a szállodák és irodaházak, emellett jelentős referenciákkal rendelkeznek a nagyméretű középületek terén is. Ezek között kiemelendő, hogy a Stúdió Magyarországon újonnan tervezett épületre elsőként nyert el LEED Gold minősítést, továbbá elsőként alkotott városközponti szituációban városi homlokzatú multifunkcionális bevásárlóközpontot.

## Főbb épületek
- 1992 - Kempinski Hotel Corvinus, Budapest
- 1995 - Bank Center, Budapest
- 1997 - Rendőrkapitányság (ORFK-BRFK központja), Budapest
- 1999 - WestEnd City Center Bevásárlóközpont - Iroda - Hotel Hilton, Budapest
- 2000 - Akadémia Bank Center Irodaház, Budapest
- 2004 - ÁRKÁD Bevásárlóközpont, Pécs
- 2005 - Esztergomi Termél, Élmény és Gyógyfürdő, Budapest
- 2007 - Vásárcsarnok - Irodaház, Debrecen
- 2006 - Hotel Marriott rekonstrukció, Budapest
- 2009 - MTV Új Székház és Gyártóbázis, Budapest
- 2009 - Allee Újbuda Városközpont, Budapest
- 2009 - Debrecen Fórum Üzletközpont, Debrecen
- 2011 - K&H Bank Székház - Budapest Millenniumi Városközpont, Budapest
- 2015 - Nemzeti Közszolgálati Egyetem Kollégiuma, Budapest
- 2016 - HELL Energy Székház, Szikszó
- 2017 - Hungexpo Rendezvényközpont Revitalizáció, Budapest
- 2017 - Hungexpo Fogadóépület, Budapest
- 2020 - Millennium Gardens irodaépület, Budapest